# Јоман (Индијана)
Јоман (енгл. Yeoman) град је у америчкој савезној држави Индијана.

## Демографија
По попису из 2010. године број становника је 139, што је 43 (44,8%) становника више него 2000. године.
| Група             | 2000.      | 2010.        |
| Белци             | 93 (96,9%) | 139 (100,0%) |
| Афроамериканци    | 0 (0,0%)   | 0 (0,0%)     |
| Азијати           | 0 (0,0%)   | 0 (0,0%)     |
| Хиспаноамериканци | 3 (3,1%)   | 0 (0,0%)     |
| Укупно            | 96         | 139          |